# Kosei Tani
Kosei Tani (谷 晃生 Tani Kosei?), född 22 november 2000 i Osaka prefektur, är en japansk fotbollsspelare.
Tani började sin karriär 2017 i Gamba Osaka. 2020 flyttade han till Shonan Bellmare.